# اجرائیه سند رهنی

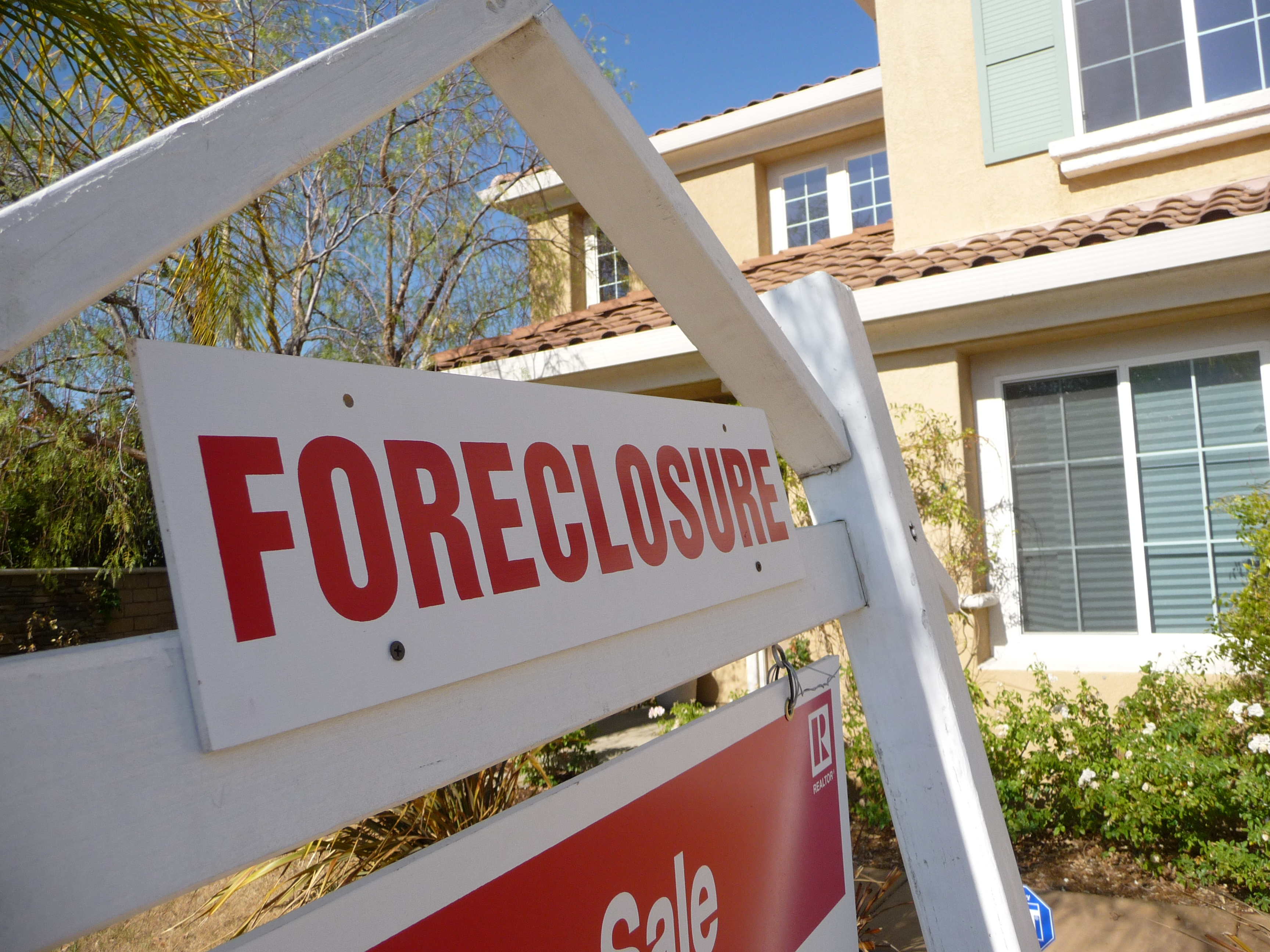
سلاام

اِجراییه سَنَد رَهنی یکی از اصطلاحات حقوقی و به معنی فروش زودهنگام اجباری یک دارایی است.
زمانی که رهن دهنده نتواند حساب خود را به گیرنده رهن پرداخت کند، رهن گیرنده می‌تواند برای تسویه حساب خود سند رهنی را به اجرا بگذارد. در اصطلاح حقوقی رهن‌دهنده را راهن، گیرنده رهن را مرتهن و مِلک یا خانه رهن‌شده را عین مرهونه (مال‌الرهانه) می‌نامند.
به موجب مقررات قانون مدنی ایران به مجرد سررسیدن موعد پرداخت دِین و عدم پرداخت بدهی از سوی راهن، مرتهن می‌تواند از دفترخانهٔ تنظیم‌کننده سند، تقاضای صدور اجراییه نماید.
چنانچه بدهکار ظرف ده روز از تاریخ ابلاغ اجرائیه نسبت به پرداخت بدهی خود اقدام ننماید، بنا به تقاضای بستانکار، اداره ثبت پس از ارزیابی تمامی مورد معامله و قطعیت آن، حداکثر ظرف مدت دو ماه از تاریخ قطعیت ارزیابی با برگزاری مزایده نسبت به وصول مطالبات مرتهن به میزان طلب قانونی وی اقدام و مازاد را به راهن مسترد می‌نماید. ماده ۳۴ اصلاحی ثبت
در اثر رهن، عین مرهونه وثیقه دین راهن قرار می‌گیرد، و بنابراین رهن‌گیرنده حق ندارد به خانه یا موضوع رهن، خسارتی بزند که باعث کاهش بهای آن شود.
قانون مدنی ایران، دراین زمینه می‌گوید:
«راهن نمی‌تواند در رهن تصرفی کند که مانع حق مرتهن باشد، مگر با اجازه مرتهن».